# Сантопадре
Сантопадре (італ. Santopadre) — муніципалітет в Італії, у регіоні Лаціо,  провінція Фрозіноне.
Сантопадре розташоване на відстані близько 105 км на схід від Рима, 24 км на схід від Фрозіноне.
Населення — 1391 особа (2014).

## Демографія
Населення за роками:

Станом на 1 січня 2023 року в муніципалітеті офіційно проживало 38 іноземців з 12 країн, серед них 31 громадянин країн Євросоюзу та 2 громадяни України.

## Сусідні муніципалітети
- Арпіно
- Казалаттіко
- Колле-Сан-Маньо
- Фонтана-Лірі
- Рокка-д'Арче
- Рокказекка